# Удружена опозиција Србије
Удружена опозиција Србије је била краткотрајна опозициона политичка коалиција у Србији, формирана у августу 2020, а незванично распуштена већ у децембру исте године због неспоразума између двојице главних лидера те опозиционе коалиције Драгана Ђиласа и Вука Јеремића. Информација о распуштању је потврђена крајем јануара 2021.
Дванаест странака и покрета који су учествовали у оснивању су: Странка слободе и правде, Народна странка, Демократска странка, Покрет за преокрет, Удружени синдикати Србије "Слога", Народни покрет Срба са Косова и Метохије "Отаџбина", Државотворни покрет Србије, Грађанска платформа, Покрет слободна Србија, Демократска заједница војвођанских Мађара, Шумадијска регија и независни политичар Ђорђе Вукадиновић.
Мада је де факто настала из пређашњег Савеза за Србију, новој организацији су приступиле поједине странке и покрети који оригинално нису били делови СЗС-а, баш као и што поједине странке Савеза нису ушле у Удружену опозицију Србије.
УОПС је представљао лабавије удружење од СЗС-а, односно, споразумом је дата већа аутономија организацијама чланицама. УОПС нема оснивачки акт, нити програм, а као једини циљ наводи смену режима Александра Вучића. Ипак, његовим формирањем, ван снаге је стављено више споразума, закључених у периоду СЗС-а.

## Позадина и формирање
До средине 2020. године, известан број чланица и појединаца из Савеза за Србију је јавно износио незадовољство начином функционисања ове коалиције, те је постало јасно да овој организацији предстоји озбиљно реструктурирање.
Као критеријум за формирање другачије коалиције, установљено је да чланице морају да буду из опозиционих странака и покрета које су бојкотовале изборе, чиме је искључена могућност сарадње са организацијама попут Странке модерне Србије, Доста је било, Покрета слободних грађана, Заједно за Србију, Здраве Србије, Нове странке, Демократске странке Србије и Социјалдемократске странке, иако је она учествовала само на општинским изборима на Врачару и  на београдском Старом граду
Могућност учешћа у коалицији су претходно одбациле организације чланице Грађанског фронта Србије (Не да(ви)мо Београд, Локални фронт и други). Слично је, помало изненада, учинило и председништво Српског покрета Двери, јер питање статуса Косова и Метохије није било на врху програмских приоритета нове организације.
Дана 3. августа је званично најављено, а 10. августа финализовано формирање Удружене опозиције Србије, којој су поред већине чланица СЗС-а, приступили и Грађанска платформа, Покрет слободна Србија, Демократска заједница војвођанских Мађара, Шумадијска регија и независни политичар Ђорђе Вукадиновић. Тиме је Савез за Србију формално престао да постоји.

## Неактивност и фактички распад
До краја 2020. године, нови савез није имао готово никакве заједничке активности и његове чланице су фактички делале независно једне од других. Током децембра, дошло је до раскола између две кључне чланице, Странке слободе и правде и Народне странке (прецизније, између њихових лидера, Драгана Ђиласа и Вука Јеремића). Наиме, супротно договору, ССП и ДС су почели сарадњу са Покретом слободних грађана, који је учествовао на пређашњим изборима, а у вези са креирањем заједничке платформе за преговоре о изборним условима под посредством Европске уније. Народна странка и већина преосталих странака из коалиције су одбациле могућност сарадње са било којим учесницима избора.
13. децембра, конфузију је изазвало саопштење Покрета Слободна Србија (чланице УОПС-а) да "Удружена опозиција Србије већински сматра да треба самостално да саопшти свој став о изборним условима, не чекајући ничију сагласност или супервизију". 19. децембра, Здравко Понош из Народне странке је признао да је Удружена опозиција Србије тренутно у блокади, те одговорност за њено даље делање пребацио на Драгана Ђиласа.
Крајем јануара 2021. године, Мирослав Алексић из Народне странке је потврдио да коалиција више не функционише.
До пролећних месеци те године, некадашњи СЗС/УОПС се поделио на два већа блока: један окупљен око Странке слободе и правде, коме су пришли Демократска странке, Покрет слободних грађана, Не да(ви)мо Београд и странке и покрети левог центра; те други, окупљен око Народне странке, коме су пришли покрети и странке деснице и десног центра.
После вишемесечних преговора, ова два блока су формализовала сарадњу пред одржавање општих избора 2022. године, чиме је формирана коалициона листа Уједињена Србија.

## Чланови
- Странка слободе и правде
- Народна странка
- Демократска странка
- Покрет за преокрет
- УСС Слога
- НП Отаџбина
- Државотворни покрет Србије
- Грађанска платформа
- Покрет Слободна Србија
- Демократска заједница војвођанских Мађара
- Шумадијска регија
- Ђорђе Вукадиновић